# Oxytropis dorogostajskyi
Oxytropis dorogostajskyi là một loài thực vật có hoa trong họ Đậu. Loài này được Kuzen. miêu tả khoa học đầu tiên.